# 110-kV-Leitung Borken–Frankfurt am Main
Die 110-kV-Freileitung Borken–Frankfurt am Main war eine Freileitung mit einer Betriebsspannung von 110 kV, welche als zweikreisige Drehstrom-Hochspannungs-Übertragung (DHÜ) ausgeführt war. Die 1925 in Betrieb genommene Leitung führte vom Kraftwerk Borken über Gießen und Wölfersheim nach Frankfurt am Main. Es handelte sich um die erste Hochspannungsleitung mit einer Spannung von über 110 kV sowohl in Hessen als auch vom Energieversorgungsunternehmen Preußische Kraftwerke Oberweser AG bzw. der späteren Preußenelektra. Die durch diese Leitung realisierte Entscheidung der Stadt Frankfurt, sich der staatlichen preußischen Energieversorgung und nicht dem RWE anzuschließen, führte Ende der 1920er Jahre zu Auseinandersetzungen zwischen beiden Versorgungsunternehmen, die nach einer Vereinbarung ihre Liefergebiete voneinander abgrenzten. Durch die Stadt Frankfurt verläuft seitdem die Grenze zweier Energieversorgungs- bzw. Übertragungsnetzbetreiber, heute der Amprion und der TenneT TSO.
Über eine Fortführung der Leitung zum Umspannwerk Dörnigheim konnte ab 1926 ein Verbundbetrieb zwischen Preußenelektra und dem Bayernwerk und dem RWE eingerichtet werden. Bereits in den 1950er Jahren wurde mit der Neustrukturierung des Frankfurter Stadtnetzes der erste Abschnitt der Freileitung im Stadtgebiet abgebaut, die Leitung endete anschließend im Umspannwerk Ost an der Kruppstraße und später am neu gebauten Umspannwerk Frankfurt-Nord an der Berger Warte. Mit Stilllegung der Kraftwerke Borken und Kraftwerk Wölfersheim und der damit einhergehenden Umstrukturierung des Höchstspannungsnetzes der Preußenelektra wurde die Leitung entbehrlich und in den 1990er Jahren auf ganzer Länge demontiert. Die letzten Überreste der Leitung befinden sich südlich des Umspannwerks Gießen-Nord, wo die nach Wölfersheim führenden Stromkreise auf die Masten einer weiteren Leitung umverlegt wurden und bis heute existieren.

## Geschichte

### Vorgeschichte
Nach Ende des Ersten Weltkriegs stieg der preußische Staat in die Energiewirtschaft ein. Ausschlaggebend war die Regulierung der Oberweser durch das Maschinenbauamt Hannover und den Zweckverband Überlandwerk Edertalsperre in Verbindung mit Wasserkraftwerken zur Stromerzeugung. So entstand bis 1920 ein Netz aus 60-kV-Leitungen in Nordhessen, ausgehend vom Edersee. Im Zuge der Schiffbarmachung des Mains entstanden zwischen Aschaffenburg und Frankfurt am Main drei Staustufen mit Laufwasserkraftwerken. Bis 1922 kam es zur Verbindung dieses nordhessischen Netzes mit den Mainstaustufen, womit nun große Teile der Provinz Hessen-Nassau durch dieses Netz abgedeckt wurden.
Im Großherzogtum Hessen-Darmstadt ging 1913 in Wölfersheim das erste Kraftwerk in Betrieb, das mit Braunkohle aus dem Wetterauer Revier befeuert wurde. Von dort aus versorgte die „Elektrische Überlandanlage“ mehrere Gemeinden der Region. Nach dem Ersten Weltkrieg kam es zu einer Ergänzung des Kraftwerksstandorts Wölfersheim durch ein Pumpspeicherwerk, dem Nidderkraftwerk bei Lißberg.
Anfang der 1920er Jahre beschloss der preußische Staat den Bau zweier Kohlekraftwerke, um eine Stromversorgung im Netzverbund zu ermöglichen und Lücken in der Energieversorgung zu schließen. In Borken südlich von Kassel wurde bereits seit der Jahrhundertwende durch die Gewerkschaft Arnsbach Braunkohle abgebaut. 1921 übernahm der preußische Staat die Mehrheit an der Gewerkschaft unter dem Namen Gewerkschaft Großkraftwerk Main-Weser AG. Im Sommer 1922 begann der Bau des Kraftwerks Borken, das ein Jahr später in Betrieb ging und die Braunkohle des Borkener Reviers verfeuerte und ins nordhessische 60-kV-Netz einspeiste.

### Bau der Leitung

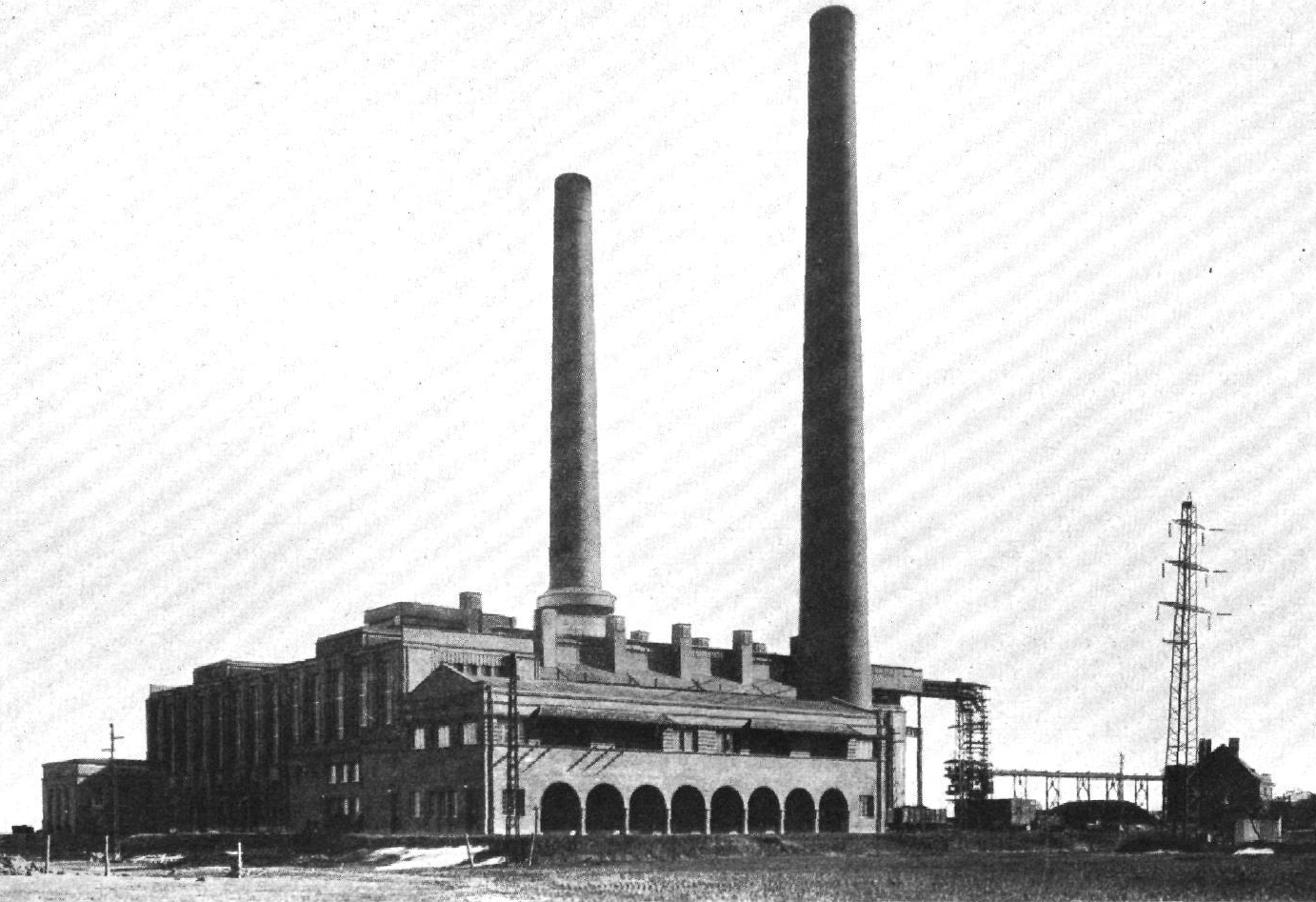
Kraftwerk Borken, Beginn der Leitung

Anfang der 1920er Jahre zeigte die Stadt Frankfurt am Main Interesse, elektrische Energie aus den nordhessischen Kraftwerken zu beziehen, um unabhängiger von der Eigenerzeugung im seit 1894 im Betrieb befindlichen Kraftwerk Gutleutstraße zu werden. Mit der Preußischen Kraftwerke Oberhessen AG, in der seit 1923 die nordhessische Elektrizitätsversorgung gebündelt war, schloss die Stadt daher einen Stromlieferungsvertrag ab. Zur selben Zeit beschloss auch die mittelhessische Stadt Gießen, Strom von dieser Gesellschaft zu beziehen. Schließlich kam es auch zu einem Vertrag mit der Elektrischen Überlandanlage in Wölfersheim, seit 1923 Überlandwerk Oberhessen. Frankfurt verpflichtete sich, jährlich 18 Millionen kWh Strom aus dem Kraftwerk Borken und 24 Millionen kWh vom Kraftwerk Wölfersheim zu beziehen.
Neben der Versorgung der genannten Städte und dem Verbundbetrieb mit dem Kraftwerk Wölfersheim von Borken aus, sah die Preußische Kraftwerke Oberweser in dem Bau einer Nord-Süd-Leitungsverbindung auch eine Entlastung zur bestehenden 60-kV-Leitung, die seit 1922 Borken, Bad Hersfeld, Fulda, Wächtersbach und die Mainstaustufen über Dörnigheim miteinander verband. Da der preußische Staat das gesamte Südhessen nördlich des Mains als potentielles Absatzgebiet ansah, war auch ein Verbund mit den angrenzenden Energieversorgungsunternehmen Main-Kraftwerke und Bayernwerk über das preußische Netz angedacht.
Als das RWE 1924 mit dem Bau der Nord-Süd-Leitung zwischen rheinischem Braunkohlerevier und Vorarlberg begann, verweigerte der preußische Staat den Weiterbau südlich des Mains bis zum geplanten Umspannwerk Kelsterbach mit den Main-Kraftwerken. Preußen befürchtete, das RWE als privates Unternehmen wolle seinen Einfluss in der Provinz Hessen-Nassau und dem Volksstaat Hessen ausbauen, solange noch keine Versorgung der Stadt Frankfurt aus dem staatlichen preußischen Stromnetz hergestellt sei.
Im September 1925 wurde die Leitung Borken–Frankfurt am Main mitsamt den Umspannwerken Gießen, Wölfersheim und Frankfurt-West fertiggestellt. Erstmals wurde im preußischen Energieversorgungsnetz die Spannung von 110 kV angewendet. Auch von Frankfurt-West zum Umspannwerk Dörnigheim entstand ein Leitungszug, der für 110 kV Spannung ausgelegt war, aber zunächst aufgrund fehlender entsprechender Transformatoren im Umspannwerk Dörnigheim mit 60 kV betrieben wurde. 1926 wurde der Leitungszug erneut erweitert bis zum Umspannwerk am Kraftwerk Dettingen. Diese Leitung war zunächst mit 20 kV Spannung in Betrieb und stellte, wenn auch auf Mittelspannungsebene, erstmals einen Verbundbetrieb zwischen den Netzen der Preußischen Kraftwerke Oberweser und dem Bayernwerk her.

### Betrieb
Im März 1927 plante die Stadt Frankfurt, in weitere Kraftwerke zu investieren, da die städtische „Elektricitätscentrale“ im Stadtgebiet nicht mehr genug Energie erzeugen konnte. Am 18. Mai 1927 gründete sie daher zusammen mit dem Volksstaat Hessen die Braunkohlen-Schwelkraftwerk Hessen-Frankfurt AG (HEFRAG). Im Oktober desselben Jahres schlossen sich die Preußische Kraftwerke Oberweser AG; die Gewerkschaft Großkraftwerk Main-Weser AG und die Großkraftwerk Hannover AG zur neuen Gesellschaft Preußische Elektrizitäts-Aktiengesellschaft, kurz Preußenelektra oder PREAG, zusammen. Nach Eintritt der Preußenelektra in die HEFRAG begann der Bau eines neuen Kraftwerkskomplex am bestehenden Standort in Wölfersheim. Seitens der Stadt Frankfurt wurde die Gründung der neuen Firma begrüßt, da die Versorgung der Stadt durch die beiden Kraftwerke Borken und Wölfersheim nun unter einer Dachgesellschaft erfolgte und der Leitungsbetrieb nun als wirtschaftlich angesehen wurde.
Zwischen Preußenelektra und RWE wurde im Sommer 1927 ein Demarkationsabkommen geschlossen, mit dem die strittigen Liefergebiete am Main voneinander abgegrenzt wurde. Die Main-Kraftwerke als RWE-Tochtergesellschaft behielten ihr Netzgebiet in den westlichen Stadtteilen, die am 1. April 1928 nach Frankfurt eingemeindet wurden, während die Preußenelektra das frühere Stadtgebiet weiter belieferte. Dazu verpachteten die Stadtwerke ihr Leitungsnetz in den neuen Stadtteilen langfristig an die Main-Kraftwerke, die sich im Gegenzug verpflichteten, die westlichen Stadtteile zu den Stadtwerke-Tarifen zu versorgen.
Da das Kraftwerk Wölfersheim seit 1925 über eine 50-kV-Leitung auch elektrische Energie an das Netz der Main-Kraftwerke lieferte, konnte nun ebenfalls ein Verbundbetrieb zwischen Preußenelektra und RWE aufgebaut werden. Das Abkommen ging sogar noch einen Schritt weiter und erlaubte einen Strombezug der Stadt Frankfurt von je 15.000 kW jeweils durch die Preußenelektra, die HEFRAG und die Main-Kraftwerke, alle darüber liegenden Mengen sollten durch Preußenelektra und RWE gemeinsam gedeckt werden. Das RWE verzichtete jedoch auf diese Option, da es eine Versorgung von Frankfurt aus den Kraftwerken des Saargebiets über eigene Leitungen anstrebte, um das Gebiet so wirtschaftlich wieder an Deutschland anzubinden. Im Mai 1929 schlossen sich alle großen Deutschen Energieversorgungsunternehmen zur Aktiengesellschaft für deutsche Elektrizitätswirtschaft zusammen.
Am 19. Februar 1928 wurde erstmals auf der Hochspannungsebene der Verbundbetrieb zwischen Preußenelektra und Bayernwerk eingerichtet, nachdem auf den Strecken Frankfurt–Dörnigheim und Dörnigheim–Dettingen ein Stromkreis auf 110 kV umgestellt wurde.
Im Oktober 1929 zog sich die Stadt Frankfurt aus der HEFRAG wieder zurück, da sie sich gegenüber der Preußenelektra benachteiligt sah. Der gemeinschaftlich in Wölfersheim erzeugte und genutzte Strom wurde über die Strecke Wölfersheim–Frankfurt der Preußischen Kraftwerke Oberweser, nun der Preußenelektra, nach Frankfurt übertragen, wofür die Stadt zusätzlich eine Leitungsgebühr zu bezahlen hatte. Zum 1. Januar 1930 kaufte die Preußenelektra daraufhin alle bisher von Frankfurt gehaltenen Aktien der HEFRAG.
1933 wurde ein Stromkreis der Leitungsfortsetzung Frankfurt–Dörnigheim auf 110 kV umgestellt. 1941 wurde das Umspannwerk Gießen durch eine Freiluftanlage erweitert, um über eine 110-kV-Doppelleitung nach Wetzlar die Hessische Überlandzentrale Oberscheld anzubinden, die auch die dortigen Eisen- und Stahlwerke versorgte. Am Bereich von Allendorf an der Landsburg wurde wegen der Einrichtung eines Feldflugplatzes die Leitung nach Westen hin verschwenkt und niedrige Einebenenmasten errichtet.

### Nachkriegszeit
1951 schloss die Stadt Frankfurt einen neuen Stromlieferungsvertrag mit der Preußenelektra ab, um nun 50 % des elektrischen Stroms für die Stadt aus dem Verbundnetz zu beziehen und noch unabhängiger von der Eigenerzeugung zu werden. Zwischen 1953 und 1954 wurde das Kraftwerk Wölfersheim der HEFRAG stillgelegt und durch einen Neubau ersetzt, da die dort produzierten Schwelprodukte durch die Abriegelung der sowjetischen Besatzungszone ihren Hauptabnehmer, die Leunawerke, verloren. Das neue Braunkohlekraftwerk diente ausschließlich zur Stromerzeugung, weshalb auch ein neues Umspannwerk in Wölfersheim in Form einer Freiluftanlage errichtet wurde.
Zwischen 1953 und 1955 wurde das Umspannwerk Kruppstraße im Frankfurter Osten stark erweitert. Diese bereits seit 1925 bestehende Anlage war zunächst Teil des städtischen 30-kV-Netz, wurde aber durch die Installation von 110-/30-kV-Transformatoren mit einer Übergabeleistung von 91,5 MVA für den Anschluss ans Hochspannungs-Verbundnetz aufgerüstet. Mit der Einrichtung dieses neuen Einspeisepunkts wurde der Abschnitt Wölfersheim–Frankfurt der Leitung gekürzt, der Abschnitt durchs südliche Frankfurter Stadtgebiet bis zum Umspannwerk an der Gutleutstraße entfiel. Selbiges galt für die Fortsetzung der Leitung nach Dörnigheim.
Im Zuge der Umstellung des Frankfurter Stadtstromnetzes von 220 V Wechselstrom auf 380 V Drehstrom, die von 1954 bis 1961 durchgeführt wurde, beschloss man, das bisherige 30-kV-Kabelnetz durch ein 110-kV-Netz zu ersetzen. Dieses wurde etappenweise bis 1970 realisiert. 1962 baute die Preußenelektra erstmals ein 220-kV-Umspannwerk auf Frankfurter Gebiet, um die Stadt aus dem neuen Kraftwerk Staudinger bei Großkrotzenburg über eine vierkreisige 220-kV-Leitung zu versorgen. Im Herbst desselben Jahres ging zwischen den Umspannwerken Gutleutstraße und Kruppstraße die erste 110-kV-Erdkabelstrecke in Betrieb, die ein Jahr darauf zum Umspannwerk Frankfurt-Nord der Preußenelektra verlängert wurde. Die von Wölfersheim kommende Freileitung wurde daher erneut verkürzt und in das Umspannwerk Frankfurt-Nord eingeführt.
In den 1960er Jahren baute die Preußenelektra ihr 220-kV-Netz stetig aus, es entstanden Leitungen von Frankfurt-Nord nach Gießen und von Gießen nach Borken. Bis 1969 ging zwischen dem Kraftwerk Landesbergen und dem Kraftwerk Staudinger die erste 380-kV-Leitung des Unternehmens in Betrieb, die teilweise auf demselben Gestänge wie die 220-kV-Leitung erwähnt wurde. Diese Leitungstrasse folgte in ihrem Verlauf weitgehend der alten 110-kV-Leitung. Im Zuge der Erweiterung des Umspannwerks Gießen 1967 und der Einrichtung eines 110-kV-Rings wurde 1970 ein Stück der Leitung im Abschnitt Gießen–Wölfersheim auf ein Vierfachgestänge umgelegt.

### Demontage

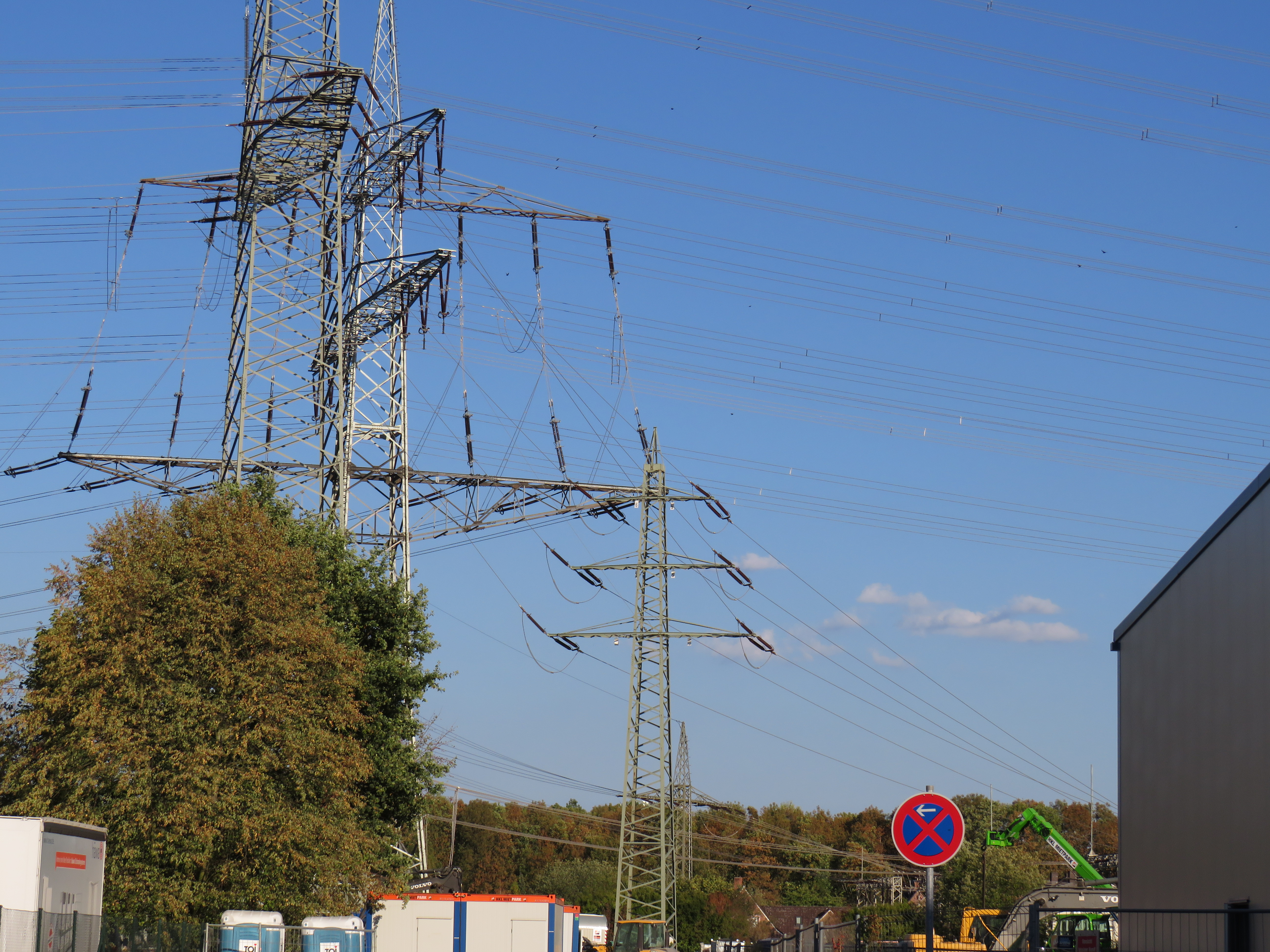
Der letzte verbleibende Mast (rechts) der Leitungsfortführung am Umspannwerk Dörnigheim (2020 im Zuge des Umbaus des Umspannwerks Dörnigheim demontiert)

Pläne zur Erneuerung der Leitungsanlage bestanden schon Anfang der 1980er Jahre. Die Masten waren durch Korrosion und Materialalterung in ihrer Substanz verbraucht, zudem reichten die verlegten Leiterseile nicht mehr aus, um die Übertragungskapazität weiter zu erhöhen. Zunächst war vorgesehen, die Leitungstrasse beizubehalten und die Masten auf gesamter Länge durch Neukonstruktionen zu ersetzen. Das Raumordnungsverfahren hierzu wurde am 29. März 1984 begonnen.
1986 wurde in einem Gutachten festgestellt, dass die bisher größtenteils der Reserve dienenden Kapazitäten auf der 220-kV-Leitung Gießen–Frankfurt/Nord und der 380-kV-Leitung Gießen–Staudinger ausreichend sind, um auf den Leitungsneubau zu verzichten. Als Bedingung wurde eine Ersatzmaßnahme zur Beibehaltung dieser Leitungsreserve gefordert. Nach Verhandlungen zwischen dem hessischen Ministerium für Wirtschaft und Technik und der PreussenElektra entschied man sich, durch eine Änderung der bestehenden Netzkonfiguration die alte 110-kV-Leitung ersatzlos demontieren zu können. Insbesondere, da im Lauf der Jahrzehnte viele Wohngebiete nah an die Trasse heranwuchsen, bot sich diese Gelegenheit an. Die 220-kV-Stromkreise zwischen Borken, Gießen und Frankfurt am Main sollten auf 110 kV degradiert werden und somit die Funktion der alten Leitung übernehmen. Als Ersatz für diese wurden die 380-kV-Kreise als ausreichend empfunden.
Da allerdings die 220-kV-Anbindung an das Umspannwerk Frankfurt-Südwest wegfallen würde, entschied man sich für die Aufwertung dieser Trasse auf 380 kV. Dabei entstand bei Karben ein neues Umspannwerk und einige Kilometer neuer 380-kV-Leitung nördlich von Frankfurt. Der energiewirtschaftliche Freigabebescheid für das Gesamtvorhaben wurde im Mai 1988 erteilt. Im März 1991 wurde das Kraftwerk Borken und im Oktober 1991 das Kraftwerk Wölfersheim stillgelegt, im selben Jahr ging die 380-kV-Anbindung an Frankfurt in Betrieb.
Die nun nicht mehr benötigte 110-kV-Leitung wurde Anfang der 1990er Jahre abgebaut, 1993 verschwand etwa der Abschnitt Gießen–Wölfersheim. Anhand Lücken im Trassenband mit der 380-kV-Leitung und der Bahnstromleitung ist der ehemalige Verlauf der alten Leitung noch heute in Teilen zu erahnen. Der letzte noch bestehende Rest der Leitung befindet sich südlich des Umspannwerks Gießen (heute: Gießen/Nord) auf der untersten Traverse der 110-kV-Leitung zum Umspannwerk Gießen/Süd.

## Technischer Aufbau

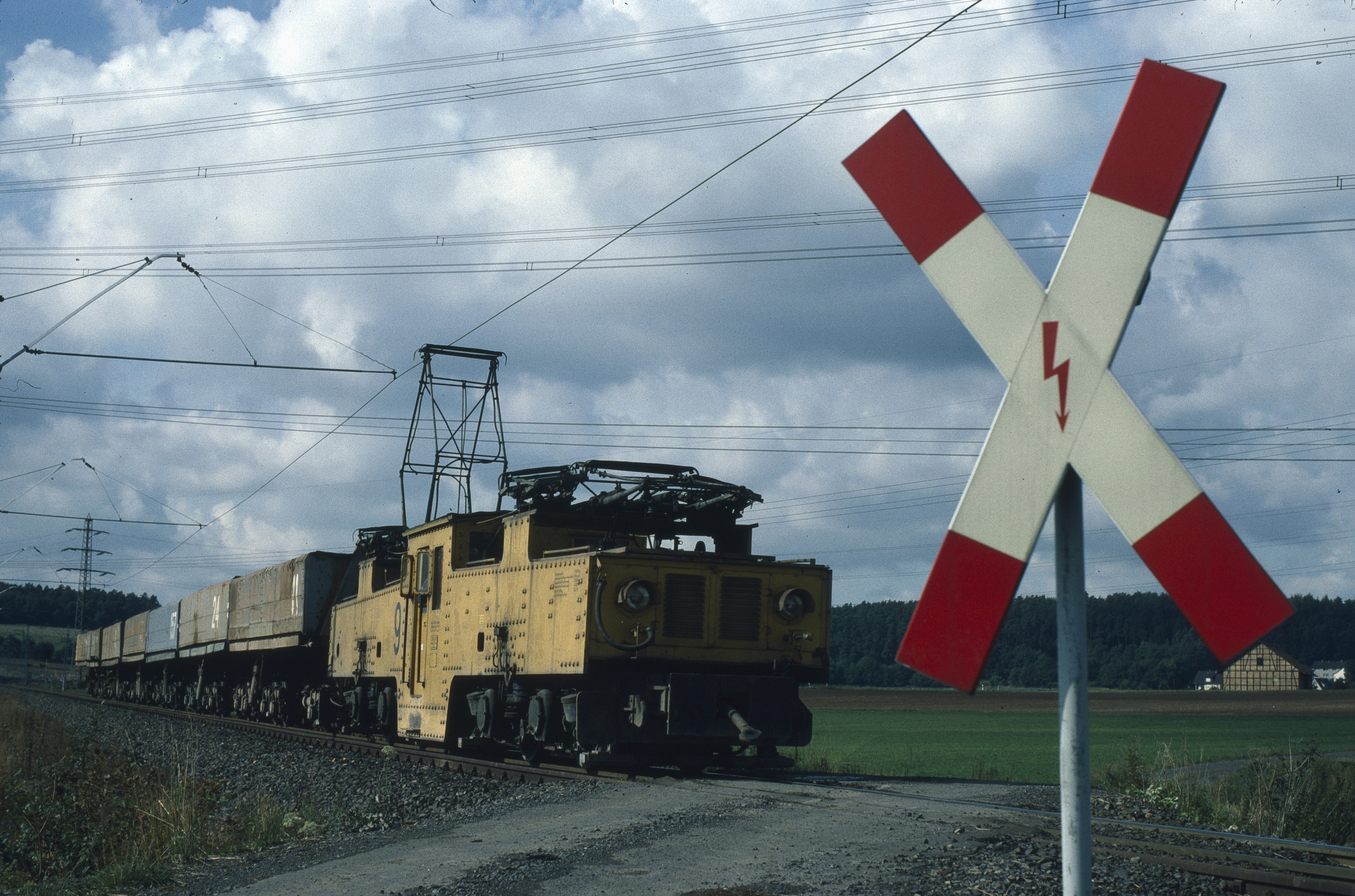
Hinten links ein Abspannmast der Leitung

### Masten
Die gesamte Leitung war ursprünglich auf Tannenbaummasten zur Aufnahme von zwei Stromkreisen verlegt. Die Tragmasten waren durchschnittlich 23,8 m hoch und besaßen Schwellenfundierung. Abspannmasten waren auf Betonblock-Fundamenten gegründet. Die mittlere Spannweite zwischen zwei Masten betrug 220 bis 240 m. Als Leiterseile waren ursprünglich Kupferseile mit 95 mm² Querschnitt verlegt, die im Zweiten Weltkrieg teilweise durch Reinaluminiumseile mit 120 und 150 mm² Querschnitt ersetzt wurden. Als Isolatoren wurden Vollkern-Isolatoren mit keramischem Schirm verwendet.

### Umspannwerke
Neben der Kraftwerksschaltanlage in Borken, wo die Leitung ihren Ausgang nahm, entstanden drei Umspannwerke in Hallenbauweise in Gießen, Wölfersheim und Frankfurt am Main. Alle drei Anlagen wurden durch die Brown, Boveri & Cie. nach einem einheitlichen Schema errichtet. Die Leitungen wurden durch Abspannportale auf dem Dach durch die Decke nach unten geführt. Die Trennschalter waren dabei in einem Zwischengeschoss montiert, die Leistungsschalter an der Wand auf Bodenhöhe. Knapp unterhalb der Decke verliefen dabei die Sammelschienen, die mit an der Decke aufgehängten Isolatoren gegen Erde isoliert wurden. In Gießen wurde zwischen 110 und 20 kV umgespannt, in Wölfersheim zwischen 110 und 5 kV, da die Turbogeneratoren des Kraftwerks diese niedrigere Spannung erzeugten. Ins Mittelspannungsnetz speiste ein separates 20-/5-kV-Umspannwerk der OVAG ein. In Frankfurt wurden auf Hochspannungsseite sowohl 110- und 60-kV-Transformatoren installiert, hier bestand zusätzlich ein Bahnanschluss.
| Umspannwerk | Spannungsebenen | Transformatorenleistung | Angebundene Energieversorger auf Mittelspannungsebene  | Eingebundene Kraftwerke      |
| ----------- | --------------- | ----------------------- | ------------------------------------------------------ | ---------------------------- |
| Borken      | 110 kV, 60 kV   |                         |                                                        | Kraftwerk Borken             |
| Gießen      | 110 kV, 20 kV   |                         | Hessen-Nassauische Überlandzentrale, Stadtwerke Gießen |                              |
| Wölfersheim | 110 kV, 5 kV    | 12,5 MVA                | Überlandwerk Oberhessen                                | Kraftwerk Wölfersheim        |
| Frankfurt   | 110 kV, 60 kV   | 15 MVA                  | Stadtwerke Frankfurt                                   | Heizkraftwerk Frankfurt-West |